# Angamos (Metropolitano)
La estación Angamos es una estación del Metropolitano en Lima. Está ubicada en la intersección de la Vía Expresa Paseo de la República con la avenida Angamos en el límite de los distritos de Miraflores y Surquillo. Está rodeada por una zona comercial y residencial.

## Características
Tiene cuatro plataformas para el embarque y desembarque de pasajeros, la entrada se ubica en el nivel superior junto al puente de la avenida sobre la Vía Expresa Paseo de la República. Cuenta con escaleras y ascensor (solo personas con movilidad reducida) para descender al primer nivel de la estación, además de máquinas y taquilla para la compra y recarga de tarjetas.

## Servicios
La estación es atendida por los siguientes servicios:
| Servicio troncal | Indicador     | Lunes a Viernes                       | Lunes a Viernes                       | Sábado                                | Sábado                                | Domingo       | Domingo       |
| Servicio troncal | Indicador     | Norte a Sur                           | Sur a Norte                           | Norte a Sur                           | Sur a Norte                           | Domingo       | Domingo       |
| Servicio troncal | Indicador     | Norte a Sur                           | Sur a Norte                           | Norte a Sur                           | Sur a Norte                           | Norte a Sur   | Sur a Norte   |
| ---------------- | ------------- | ------------------------------------- | ------------------------------------- | ------------------------------------- | ------------------------------------- | ------------- | ------------- |
| Regular          | Regular C     | 05:00 - 23:00                         | 05:00 - 23:00                         | 05:00 - 23:00                         | 05:00 - 23:00                         | 05:00 - 22:00 | 05:00 - 22:00 |
| Expreso          | Expreso 1     | 05:30 - 21:00                         | 05:00 - 21:00                         | 06:30 - 21:00                         | 06:00 - 21:00                         | 06:30 - 21:00 | 06:00 - 21:00 |
| Expreso          | Expreso 3     | Sin Servicio                          | 17:00 - 21:00                         | Sin Servicio                          | 12:30 - 15:30                         | Sin Servicio  | Sin Servicio  |
| Expreso          | Expreso 5     | 09:00 - 17:00                         | 09:00 - 17:00                         | 05:15 - 20:20                         | 05:15 - 20:20                         | Sin Servicio  | Sin Servicio  |
| Expreso          | Expreso 6     | 05:30 - 10:00                         | Sin Servicio                          | Sin Servicio                          | Sin Servicio                          | Sin Servicio  | Sin Servicio  |
| Expreso          | Expreso 7     | 05:30 - 09:00 (Estación final)        | Sin Servicio                          | Sin Servicio                          | Sin Servicio                          | Sin Servicio  | Sin Servicio  |
| Expreso          | Expreso 8     | 17:00 - 21:00                         | 17:00 - 21:00                         | Sin Servicio                          | Sin Servicio                          | Sin Servicio  | Sin Servicio  |
| Expreso          | Expreso 12    | 05:45 - 10:00                         | Sin Servicio                          | Sin Servicio                          | Sin Servicio                          | Sin Servicio  | Sin Servicio  |
| Expreso          | Super Expreso | 05:30 - 09:00                         | Sin Servicio                          | 06:00 - 09:00                         | Sin Servicio                          | Sin Servicio  | Sin Servicio  |
| Expreso          | Lechucero     | 23:30 - 04:00 (solo viernes y sábado) | 23:30 - 04:00 (solo viernes y sábado) | 23:30 - 04:00 (solo viernes y sábado) | 23:30 - 04:00 (solo viernes y sábado) | Sin Servicio  | Sin Servicio  |